# Nathan McCall
Nathan McCall (nascido em 1955) é um autor e jornalista americano. Ele escreveu nos gêneros de romance, memórias, biografia e comentário social, muitas vezes com foco na experiência afro-americana.

## Biografia
Como enteado de um homem da Marinha, McCall cresceu em vários locais, como Marrocos, Norfolk, Virgínia e a área Cavalier Manor de Portsmouth, Virgínia. Depois de cumprir três anos de prisão, ele estudou jornalismo na Norfolk State University. Ele reportou para The Virginian Pilot-Ledger Star e The Atlanta Journal-Constitution antes de se mudar para o The Washington Post em 1989.
Em seu primeiro livro, Makes Me Wanna Holler, McCall fornece uma história detalhada de sua vida de violência e crimes de rua, bem como as dificuldades que experimentou ao crescer com perfis raciais, diferenças de classe e pressão dos colegas. Ele descreve, em detalhes gráficos, estupros coletivos e agressões violentas de que participou durante sua juventude.
Seu segundo livro, What's Going On, usou ensaios pessoais para discutir algumas questões maiores, como as tensões sociais, culturais e políticas que afetam os Estados Unidos modernos.
Após o sucesso de seus livros, McCall foi requisitado como palestrante. Ele trocou o The Washington Post pelo circuito de palestras. Hoje ele continua a escrever e ocupa o cargo de professor no Departamento de Estudos Afro-Americanos da Emory University em Atlanta, Geórgia.
Seu primeiro romance Them: A Novel, que trata de questões de gentrificação em um bairro de Atlanta, foi publicado em 2007. Them conta a história de Barlowe Reed, um homem afro-americano solteiro de quarenta e poucos anos, que tem que aceitar a gentrificação de seu bairro, em particular o afluxo de brancos para a área.
Em uma entrevista de abril de 2014 para a revista Ebony, McCall afirmou que estava surpreso com o fato de Makes Me Wanna Holler ainda estar vendendo depois de 20 anos.